# Mohammad ad-Daʿayyaʿ
Mohammad ad-Daʿayyaʿ (محمد عبد العزيز الدعيع, DMG Muḥammad ʿAbd al-ʿAzīz ad-Daʿaiyaʿ, nach englischer Umschrift Mohammad Al-Deayea; * 2. August 1972 in Ha'il) ist ein ehemaliger saudi-arabischer Fußballtorwart. Mit 178 Länderspielen war er bis zum 27. Februar 2012 Weltrekordhalter unter den männlichen Nationalspielern. Er ist weiterhin der Torhüter mit den meisten Länderspielen.

## Nationalmannschaftskarriere
ad-Daʿayyaʿ debütierte am 24. September 1990 in der saudi-arabischen Nationalmannschaft beim 4:0-Sieg über Bangladesch. Eigentlich wollte er früher Handballer werden, aber sein Bruder Abdullah konnte ihn vom Fußballspielen überzeugen. 1996 gewann er mit seinem Land die Fußball-Asienmeisterschaft, wo er im Finale beim Elfmeterschießen gegen die VAE mehrere Bälle parieren konnte und so zum Helden aufstieg. Er nahm auch an vier Weltmeisterschaften (1994, 1998, 2002 und 2006) teil, kam aber 2006 nicht zum Einsatz und erklärte anschließend seine Nationalmannschaftskarriere für beendet. So blieb es bei 10 WM-Spielen, wobei der Einzug ins Achtelfinale bei der WM 1994 (1:3 gegen Schweden) den größten Erfolg bedeutete. Im ersten Gruppenspiel der WM 2002 kassierte er gegen Deutschland acht Tore. Da er auch in den folgenden beiden Gruppenspielen vier Mal hinter sich greifen musste, stellte er den Negativrekord von Antonio Carbajal ein, der mit 25 Gegentoren bei Weltmeisterschaften bis dato die meisten hatte.
Mit seinem 165. Spiel am 6. Juni 2002 wurde er zunächst asiatischer Rekordhalter mit den meisten Länderspielen. Ab dem 14. Februar 2006, an dem er sein 174. Länderspiel bestritt, und Claudio Suárez’ Rekord überbot, war er Weltrekordhalter unter den männlichen Nationalspielern. Bis zum 11. Mai 2006 baute er den Rekord auf 178 Länderspiele aus. Am 27. Februar 2012 wurde der Ägypter Ahmed Hassan mit seinem 179. Länderspiel neuer Rekordhalter.

## Vereinskarriere
ad-Daʿayyaʿ spielte seit Januar 2000 bei al-Hilal; zuvor war er für Al-Ta'ee aktiv. 2001 war er im Begriff, einen Vertrag bei Manchester United zu unterschreiben, doch er erhielt keine Arbeitserlaubnis. Am 22. Juni 2010 beendete ad-Daʿayyaʿ seine aktive Laufbahn. Er gewann mit al-Hilal drei Meistertitel und fünf Pokalsiege und beendete seine Karriere 2010 als Kapitän seines Vereins.

## Erfolge
- Asiatischer Pokal der Pokalsieger: 2002
- Arabischer Pokal der Pokalsieger: 2001
- Arabischer Superpokal: 2002
- Saudi-Arabische Fußballmeisterschaft: 2002, 2005, 2008
- Saudi-Arabischer Pokal: 2003, 2005, 2006, 2008, 2009
- Golfpokal: 1994, 2002
- Asienmeisterschaft: 1996
- Teilnahme an einer Weltmeisterschaft: 1994 (4 Einsätze), 1998 (3 Einsätze), 2002 (3 Einsätze), 2006 (kein Einsatz)